# Unicodeblock Zahlzeichen
Der Unicodeblock Zahlzeichen (Number Forms, U+2150 bis U+218F) enthält Zeichen zur Zahlendarstellung und besteht aus zwei Teilen.
Im ersten Teil befinden sich verschiedene, häufig gebrauchte, gemeine echte Brüche, und zwar die nicht kürzbaren mit dem Nenner 3, 5, 6 und 8. Da ¼, ½ und ¾ bereits in ISO 8859-1 definiert wurden und somit im Unicodeblock Lateinisch-1, Ergänzung liegen, sind diese hier nicht mehr enthalten. Außerdem gibt es einen Zähler 1 mit Bruchstrich, mit dem man beliebige tiefgestellte Zahlen aus dem Unicode-Block Hoch- und tiefgestellte Zeichen kombinieren kann, z. B. ⅟₁₆.
Zusätzlich gibt es im Unicodeblock Allgemeine Interpunktion an Position U+2044 einen Bruchstrich, mit dem durch Hinzunahme hochgestellter Zahlen auch andere Brüche darstellbar sind, z. B. ⁷⁷⁄₇₈.
Der zweite Teil enthält Römische Zahlen, die zwar größtenteils aus lateinischen Buchstaben bestehen, hier aber zu einem Zeichen zusammengefasst werden und wodurch auch die Möglichkeit eröffnet wird, sie von diesen grafisch zu unterscheiden (z. B. durch durchgezogene Linien über und unter der römischen Zahl, wie man dies handschriftlich oft tut). Vor allem aber eignen sich diese Zeichen zur Darstellung in ostasiatischen Texten, insbesondere bei vertikaler Schreibrichtung.

## Tabelle
| Unicodenummer | Zeichen (400 %) | Kategorie               | Bidirektionale Klasse     | Offizielle Bezeichnung             | Beschreibung                               |
| ------------- | --------------- | ----------------------- | ------------------------- | ---------------------------------- | ------------------------------------------ |
| U+2150 (8528) | ⅐               | anderes Zahlzeichen     | anderes neutrales Zeichen | VULGAR FRACTION ONE SEVENTH        | Bruch: Ein Siebtel                         |
| U+2151 (8529) | ⅑               | anderes Zahlzeichen     | anderes neutrales Zeichen | VULGAR FRACTION ONE NINTH          | Bruch: Ein Neuntel                         |
| U+2152 (8530) | ⅒               | anderes Zahlzeichen     | anderes neutrales Zeichen | VULGAR FRACTION ONE TENTH          | Bruch: Ein Zehntel                         |
| U+2153 (8531) | ⅓               | anderes Zahlzeichen     | anderes neutrales Zeichen | VULGAR FRACTION ONE THIRD          | Bruch: Ein Drittel                         |
| U+2154 (8532) | ⅔               | anderes Zahlzeichen     | anderes neutrales Zeichen | VULGAR FRACTION TWO THIRDS         | Bruch: Zwei Drittel                        |
| U+2155 (8533) | ⅕               | anderes Zahlzeichen     | anderes neutrales Zeichen | VULGAR FRACTION ONE FIFTH          | Bruch: Ein Fünftel                         |
| U+2156 (8534) | ⅖               | anderes Zahlzeichen     | anderes neutrales Zeichen | VULGAR FRACTION TWO FIFTHS         | Bruch: Zwei Fünftel                        |
| U+2157 (8535) | ⅗               | anderes Zahlzeichen     | anderes neutrales Zeichen | VULGAR FRACTION THREE FIFTHS       | Bruch: Drei Fünftel                        |
| U+2158 (8536) | ⅘               | anderes Zahlzeichen     | anderes neutrales Zeichen | VULGAR FRACTION FOUR FIFTHS        | Bruch: Vier Fünftel                        |
| U+2159 (8537) | ⅙               | anderes Zahlzeichen     | anderes neutrales Zeichen | VULGAR FRACTION ONE SIXTH          | Bruch: Ein Sechstel                        |
| U+215A (8538) | ⅚               | anderes Zahlzeichen     | anderes neutrales Zeichen | VULGAR FRACTION FIVE SIXTHS        | Bruch: Fünf Sechstel                       |
| U+215B (8539) | ⅛               | anderes Zahlzeichen     | anderes neutrales Zeichen | VULGAR FRACTION ONE EIGHTH         | Bruch: Ein Achtel                          |
| U+215C (8540) | ⅜               | anderes Zahlzeichen     | anderes neutrales Zeichen | VULGAR FRACTION THREE EIGHTHS      | Bruch: Drei Achtel                         |
| U+215D (8541) | ⅝               | anderes Zahlzeichen     | anderes neutrales Zeichen | VULGAR FRACTION FIVE EIGHTHS       | Bruch: Fünf Achtel                         |
| U+215E (8542) | ⅞               | anderes Zahlzeichen     | anderes neutrales Zeichen | VULGAR FRACTION SEVEN EIGHTHS      | Bruch: Sieben Achtel                       |
| U+215F (8543) | ⅟               | anderes Zahlzeichen     | anderes neutrales Zeichen | FRACTION NUMERATOR ONE             | Bruch: Zähler Eins                         |
| U+2160 (8544) | Ⅰ               | buchstabenartige Ziffer | links nach rechts         | ROMAN NUMERAL ONE                  | Römische Eins                              |
| U+2161 (8545) | Ⅱ               | buchstabenartige Ziffer | links nach rechts         | ROMAN NUMERAL TWO                  | Römische Zwei                              |
| U+2162 (8546) | Ⅲ               | buchstabenartige Ziffer | links nach rechts         | ROMAN NUMERAL THREE                | Römische Drei                              |
| U+2163 (8547) | Ⅳ               | buchstabenartige Ziffer | links nach rechts         | ROMAN NUMERAL FOUR                 | Römische Vier                              |
| U+2164 (8548) | Ⅴ               | buchstabenartige Ziffer | links nach rechts         | ROMAN NUMERAL FIVE                 | Römische Fünf                              |
| U+2165 (8549) | Ⅵ               | buchstabenartige Ziffer | links nach rechts         | ROMAN NUMERAL SIX                  | Römische Sechs                             |
| U+2166 (8550) | Ⅶ               | buchstabenartige Ziffer | links nach rechts         | ROMAN NUMERAL SEVEN                | Römische Sieben                            |
| U+2167 (8551) | Ⅷ               | buchstabenartige Ziffer | links nach rechts         | ROMAN NUMERAL EIGHT                | Römische Acht                              |
| U+2168 (8552) | Ⅸ               | buchstabenartige Ziffer | links nach rechts         | ROMAN NUMERAL NINE                 | Römische Neun                              |
| U+2169 (8553) | Ⅹ               | buchstabenartige Ziffer | links nach rechts         | ROMAN NUMERAL TEN                  | Römische Zehn                              |
| U+216A (8554) | Ⅺ               | buchstabenartige Ziffer | links nach rechts         | ROMAN NUMERAL ELEVEN               | Römische Elf                               |
| U+216B (8555) | Ⅻ               | buchstabenartige Ziffer | links nach rechts         | ROMAN NUMERAL TWELVE               | Römische Zwölf                             |
| U+216C (8556) | Ⅼ               | buchstabenartige Ziffer | links nach rechts         | ROMAN NUMERAL FIFTY                | Römisch Fünfzig                            |
| U+216D (8557) | Ⅽ               | buchstabenartige Ziffer | links nach rechts         | ROMAN NUMERAL ONE HUNDRED          | Römisch Hundert                            |
| U+216E (8558) | Ⅾ               | buchstabenartige Ziffer | links nach rechts         | ROMAN NUMERAL FIVE HUNDRED         | Römisch Fünfhundert                        |
| U+216F (8559) | Ⅿ               | buchstabenartige Ziffer | links nach rechts         | ROMAN NUMERAL ONE THOUSAND         | Römisch Tausend                            |
| U+2170 (8560) | ⅰ               | buchstabenartige Ziffer | links nach rechts         | SMALL ROMAN NUMERAL ONE            | Kleine römische Eins                       |
| U+2171 (8561) | ⅱ               | buchstabenartige Ziffer | links nach rechts         | SMALL ROMAN NUMERAL TWO            | Kleine römische Zwei                       |
| U+2172 (8562) | ⅲ               | buchstabenartige Ziffer | links nach rechts         | SMALL ROMAN NUMERAL THREE          | Kleine römische Drei                       |
| U+2173 (8563) | ⅳ               | buchstabenartige Ziffer | links nach rechts         | SMALL ROMAN NUMERAL FOUR           | Kleine römische Vier                       |
| U+2174 (8564) | ⅴ               | buchstabenartige Ziffer | links nach rechts         | SMALL ROMAN NUMERAL FIVE           | Kleine römische Fünf                       |
| U+2175 (8565) | ⅵ               | buchstabenartige Ziffer | links nach rechts         | SMALL ROMAN NUMERAL SIX            | Kleine römische Sechs                      |
| U+2176 (8566) | ⅶ               | buchstabenartige Ziffer | links nach rechts         | SMALL ROMAN NUMERAL SEVEN          | Kleine römische Sieben                     |
| U+2177 (8567) | ⅷ               | buchstabenartige Ziffer | links nach rechts         | SMALL ROMAN NUMERAL EIGHT          | Kleine römische Acht                       |
| U+2178 (8568) | ⅸ               | buchstabenartige Ziffer | links nach rechts         | SMALL ROMAN NUMERAL NINE           | Kleine römische Neun                       |
| U+2179 (8569) | ⅹ               | buchstabenartige Ziffer | links nach rechts         | SMALL ROMAN NUMERAL TEN            | Kleine römische Zehn                       |
| U+217A (8570) | ⅺ               | buchstabenartige Ziffer | links nach rechts         | SMALL ROMAN NUMERAL ELEVEN         | Kleine römische Elf                        |
| U+217B (8571) | ⅻ               | buchstabenartige Ziffer | links nach rechts         | SMALL ROMAN NUMERAL TWELVE         | Kleine römische Zwölf                      |
| U+217C (8572) | ⅼ               | buchstabenartige Ziffer | links nach rechts         | SMALL ROMAN NUMERAL FIFTY          | Klein römisch Fünfzig                      |
| U+217D (8573) | ⅽ               | buchstabenartige Ziffer | links nach rechts         | SMALL ROMAN NUMERAL ONE HUNDRED    | Klein römisch Hundert                      |
| U+217E (8574) | ⅾ               | buchstabenartige Ziffer | links nach rechts         | SMALL ROMAN NUMERAL FIVE HUNDRED   | Klein römisch Fünfhundert                  |
| U+217F (8575) | ⅿ               | buchstabenartige Ziffer | links nach rechts         | SMALL ROMAN NUMERAL ONE THOUSAND   | Klein römisch Tausend                      |
| U+2180 (8576) | ↀ               | buchstabenartige Ziffer | links nach rechts         | ROMAN NUMERAL ONE THOUSAND C D     | Römisch Tausend C D                        |
| U+2181 (8577) | ↁ               | buchstabenartige Ziffer | links nach rechts         | ROMAN NUMERAL FIVE THOUSAND        | Römisch Fünftausend                        |
| U+2182 (8578) | ↂ               | buchstabenartige Ziffer | links nach rechts         | ROMAN NUMERAL TEN THOUSAND         | Römisch Zehntausend                        |
| U+2183 (8579) | Ↄ               | Großbuchstabe           | links nach rechts         | ROMAN NUMERAL REVERSED ONE HUNDRED | Römisch gespiegelt Hundert                 |
| U+2184 (8580) | ↄ               | Kleinbuchstabe          | links nach rechts         | LATIN SMALL LETTER REVERSED C      | Lateinischer Kleinbuchstabe gespiegeltes c |
| U+2185 (8581) | ↅ               | buchstabenartige Ziffer | links nach rechts         | ROMAN NUMERAL SIX LATE FORM        | Römisch Sechs, späte Form                  |
| U+2186 (8582) | ↆ               | buchstabenartige Ziffer | links nach rechts         | ROMAN NUMERAL FIFTY EARLY FORM     | Römisch Fünfzig, frühe Form                |
| U+2187 (8583) | ↇ               | buchstabenartige Ziffer | links nach rechts         | ROMAN NUMERAL FIFTY THOUSAND       | Römisch Fünfzigtausend                     |
| U+2188 (8584) | ↈ               | buchstabenartige Ziffer | links nach rechts         | ROMAN NUMERAL ONE HUNDRED THOUSAND | Römisch Hunderttausend                     |
| U+2189 (8585) | ↉               | anderes Zahlzeichen     | anderes neutrales Zeichen | VULGAR FRACTION ZERO THIRDS        | Bruch: Null Drittel                        |
| U+218A (8586) | ↊               | anderes Symbol          | anderes neutrales Zeichen | TURNED DIGIT TWO                   | Gedrehte Ziffer Zwei                       |
| U+218B (8587) | ↋               | anderes Symbol          | anderes neutrales Zeichen | TURNED DIGIT THREE                 | Gedrehte Ziffer Drei                       |